# Deroplatys trigonodera
Deroplatys trigonodera es una especie de mantis de la familia Mantidae.

## Distribución geográfica
Se encuentra en Birmania, Nueva  Guinea, Sumatra y  Borneo.